# Brough (Nottinghamshire)
Brough – osada w Anglii, w hrabstwie Nottinghamshire, w dystrykcie Newark and Sherwood. Leży 32 km na północny wschód od miasta Nottingham i 184 km na północ od Londynu.